# (541091) 2018 RG1
(541091) 2018 RG1 es un asteroide perteneciente al cinturón de asteroides descubierto el 1 de noviembre de 2000 por el equipo del Lincoln Near-Earth Asteroid Research desde el Laboratorio Lincoln, Socorro, Nuevo México, Estados Unidos.

## Designación y nombre
Designado provisionalmente como 2018 RG1.

## Características orbitales
2018 RG1 está situado a una distancia media del Sol de 2,354 ua, pudiendo alejarse hasta 3,013 ua y acercarse hasta 1,695 ua. Su excentricidad es 0,279 y la inclinación orbital 1,376 grados. Emplea 1319,42 días en completar una órbita alrededor del Sol.

## Características físicas
La magnitud absoluta de 2018 RG1 es 18,4. 